# Mendi
Mendi è una città della Papua Nuova Guinea e capoluogo della Provincia degli Altopiani del Sud. Situata a 1.620 metri s.l.m., conta 17.119 abitanti.
È sede vescovile cattolica.